# Hochchinesisch
Hochchinesisch oder (Modernes) Standardchinesisch (fachsprachlich: chinesisch (現代)標準漢語 / (现代)标准汉语, Pinyin (Xiàndài) Biāozhǔn Hànyǔ) ist die Standardvarietät des Chinesischen, die Amtssprache der Volksrepublik China und der Republik China (Taiwan) sowie eine der vier Amtssprachen Singapurs.
Die Standardsprache basiert in ihrer Form auf dem Peking-Dialekt des Mandarin (Nordchinesisch). Die offizielle Definition ist: „Die Pekinger Aussprache als Standardaussprache, das Nordchinesische als Grunddialekt, die maßgeblichen modernen báihuàwén-Werke als Standardgrammatik.“
Es gibt eine zunehmende Zahl von jüngeren Chinesen und Bewohnern größerer Städte, die ausschließlich oder überwiegend die Standardsprache und keinen der chinesischen Dialekte sprechen. Dies ist zu einem großen Teil das Ergebnis von Anstrengungen der Regierungen der Volksrepublik und Taiwans, das Hochchinesische als allgemein genutzte Umgangssprache durchzusetzen. Nach einer Erhebung des Bildungsministeriums sprachen im Jahr 2014 allerdings nur 7 % der Bevölkerung der VR China klares und flüssiges Hochchinesisch, 30 % sind überhaupt nicht in der Lage, in dieser Sprache zu kommunizieren.
Auch die Schreibung des Chinesischen ist weitgehend normiert. Die chinesische Schriftsprache báihuàwén (白話文 / 白话文 – „etwa: Alltagsschrift“) basiert – anders als die klassische Schriftsprache wényánwén (文言文 – „etwa: Literaturschrift“) – auf der modernen Umgangssprache. Davor hatten Texte in klassischer Schriftsprache, von der sich die gesprochene Sprache völlig entfernt hatte, das höchste Prestige in der Gesellschaft. Die Beseitigung dieser Diglossie-Situation in der chinesischen Gesellschaft, das heißt die Durchsetzung der báihuàwén als der primären Schriftsprache, erfolgte erst nach dem Sturz der Qing-Dynastie Anfang des 20. Jahrhunderts infolge gesellschaftlicher Umwälzungen in der Bewegung des vierten Mai.
Neben dem Standardchinesischen gibt es noch weitere chinesische Sprachen, die oft als Dialekte des Chinesischen bezeichnet werden. Diese Bezeichnung spiegelt vor allem den niedrigen Status wider, der diesen Sprachen beigemessen wird, aber auch die Tatsache, dass sie (außer dem Kantonesischen) keine allgemein akzeptierte Schriftsprache haben. Linguistisch unterscheidet man mindestens sechs Sprachen bzw. Dialektgruppen des Chinesischen, die ihrerseits wiederum keineswegs einheitlich sind. Spätestens seit der Gründung der Volksrepublik China wird jedoch das Erlernen der Standardsprache als Zweitsprache propagiert und diese in den Schulen unterrichtet.

## Bezeichnungen
Im Chinesischen selbst gibt es bereits mehrere, in der Bedeutung verschiedene Bezeichnungen für die Standardsprache: Pǔtōnghuà (普通话 bzw. 普通話, wörtl. „normale Verkehrssprache“, „allgemeine Verkehrssprache“) ist der in der Volksrepublik China gebräuchliche Name für die Standardsprache, wie sie in den Schulen gelehrt wird und in offiziellen Texten Anwendung findet. In Taiwan wird die Bezeichnung Guóyǔ verwendet (国语 bzw. 國語 „Nationalsprache“). Unter den Überseechinesen, besonders in Südostasien, ist Standardchinesisch als Huáyǔ bekannt (华语 bzw. 華語 „chinesische Sprache“).
Běifānghuà anhörenⓘ (北方话 bzw. 北方話, wörtl. 'Dialekte des Nordens') dagegen ist der Sammelbegriff für die Dialekte des Nordens, auf denen die Standardsprache basiert. Einzelne Dialekte der Nordregion weisen regionale Unterschiede zur Standardsprache auf, die jedoch geringer sind als bei südlichen Dialekten.
Die in der chinesischen Umgangssprache gebräuchliche Bezeichnung Hànyǔ (汉语 bzw. 漢語, wörtl. „Sprache der Hàn“) wird oft mit „Chinesisch“ bzw. „Standardchinesisch“ synonym verwendet. Allerdings sprechen nicht alle Han-Chinesen den Standard-Dialekt als Muttersprache. Stattdessen bezeichnet Hànyǔ alle han-chinesischen Dialekte. So betonen Hakka-Sprecher, dass ihr Dialekt ebenfalls als Hànyǔ bezeichnet werden solle, da die Grammatik der Hakka-Sprache klassischen chinesischen Texten am nächsten ist.
Die Bezeichnungen Peking-Dialekt (北京话 bzw. 北京話 Běijīnghuà oder 北京方言 Běijīng fāngyán) oder auch Peking-Chinesisch sind ebenfalls ungenau. Sie werden unter anderem in Taiwan als abwertender Begriff von jenen verwendet, die die Unabhängigkeit Taiwans befürworten und der Meinung sind, dass Taiwanisch die nationale Sprache Taiwans sein sollte.
Die Bezeichnung Mandarin für die chinesische Sprache ist in älteren deutschsprachigen Publikationen gebräuchlich und wird unter dem Einfluss des Englischen auch heute wieder häufiger gebraucht. Dieses Wort ist abgeleitet vom portugiesischen Wort mandarim (aus dem Malaiischen menteri und dem Sanskrit-Wort mantrin-), das „Ratgeber“, „Minister“ bedeutet. Das ist die Übersetzung des chinesischen Wortes Guānhuà (官话 bzw. 官話), das wörtlich als „Sprache der Mandarine“ (der kaiserlichen Beamten) zu übersetzen ist. Guānhuà wird von den Chinesen heute als archaisch empfunden, aber es wird von Sprachwissenschaftlern manchmal als Terminus benutzt, der alle Dialekte und Variationen des Nordchinesischen (also nicht nur Pǔtōnghuà und Guóyǔ) einschließt.

## Standardisierung
Die standardisierten Formen des Chinesischen, Pǔtōnghuà und Guóyǔ, verwenden als Basis die Aussprache des Peking-Dialektes ohne seine regionalen Spezifika. Trotzdem gibt es regionale Variationen in der Aussprache, und das aus zwei Gründen:
- In dem riesigen geographischen Gebiet, in dem Standardchinesisch Muttersprache ist, zeigen sich Unterschiede, wenn man sich von einem Ort zu einem anderen bewegt. Die Unterschiede lassen sich mit den Dialekten und Akzenten der deutschen Sprache vergleichen.
- Menschen, für die Standardchinesisch Zweitsprache ist (d. h. ihre Muttersprache ist eine andere der chinesischen Sprachen), geben ihrer Aussprache einen sehr starken regionalen Akzent. So haben die Einwohner Taiwans und Südchinesen häufig eine stärkere und konsistente Abweichung von dem Standardchinesisch, das die Bildungsbehörden als Standardsprache definiert haben. Beispiele sind die Anlaute zh und sh im Hanyu Pinyin (z. B. si statt shi, zong statt zhong).

Aus offizieller Sicht gibt es zwei chinesische Standardsprachen: Die der Volksrepublik China (Pǔtōnghuà, „Standardsprache“) und die in Taiwan (Guóyǔ „Nationalsprache“). Offiziell beinhaltet Pǔtōnghuà Aussprachen aus verschiedenen Regionen, während Guóyǔ zumindest theoretisch nur auf der Pekinger Aussprache beruht. Prinzipiell gab es in den 50er Jahren zwischen Pǔtōnghuà und Guóyǔ keinen großen Unterschied. Aber im Laufe der Zeit sind manche entstanden. Zum Beispiel werden 危, 期, 帆, 椰 auf Pǔtōnghuà im 1. Ton, auf Guóyǔ im 2. Ton ausgesprochen. 液 wird auf Pǔtōnghuà
als yè, auf Guóyǔ als yì ausgesprochen. Interessant ist, dass die Aussprache mancher Zeichen auf Guóyǔ gleich wie im Pekinger Dialekt ist, auf Pǔtōnghuà aber nicht. Zum Beispiel wird 和 mit der Bedeutung „und“ auf Pǔtōnghuà als hé, auf Guóyǔ als hàn ausgesprochen. Die spätere Pekinger Aussprache wird wegen der Durchsetzung von Pǔtōnghuà nicht mehr von der jungen Generation in Peking und anderen Teilen des Festlandes Chinas verwendet, in Taiwan aber doch.
Nicht alle Varianten des gesprochenen Standardchinesisch sind überall verständlich. SIL International schreibt:

„Die Versionen des Hochchinesischen der Tiefebene von Shaanxi sind für Putonghua-Muttersprachler nicht verständlich. Ebenso ist das Chinesisch von Guilin, Kunming und vielen anderen Regionen für Putonghua-Muttersprachler schwer zu verstehen.“

## Entstehungsgeschichte
Es herrscht in China das Bewusstsein, dass die gemeinsame Nationalsprache und die einzelnen Dialekte beziehungsweise Regionalsprachen in China von der Sprache der Han-Chinesen aus der vorgeschichtlichen Zeit abstammen und damit denselben Ursprung haben.
Die meisten Chinesen, die in Nordchina, Sichuan und in einem breiten Band von der Mandschurei im Nordosten Chinas bis in den Südwesten (Yunnan) leben, haben verschiedene nordchinesische Dialekte als Muttersprache. Die Vorherrschaft dieser Dialekte in Nordchina ist auf die großen Ebenen dieser Region zurückzuführen. Im Süden hingegen hat das von Flüssen zerklüftete Bergland die linguistische Diversität gefördert. Dass im bergigen Sichuan ein nordchinesischer Dialekt gesprochen wird, liegt an einer Pestepidemie, die im 12. Jahrhundert die Region entvölkerte. Später wurde sie von Nordchinesen neu besiedelt.
Trotz der auch heute noch herrschenden Sprachenvielfalt in China kann man in jeder chinesischen Dynastie eine überregionale Sprache benennen, die Sprache der jeweiligen Hauptstadt. Es lässt sich jedoch vermuten, dass der Verbreitungsgrad in den einzelnen Gesellschaftsschichten nicht besonders hoch war, und es gab keine systematische Sprachplanung.
Nur eine verhältnismäßig kleine Menge an Beamten, Händlern und herumreisenden Gelehrten benutzte die Standardsprache. Die Gründe für den Anstieg der Nachfrage der einfachen Bevölkerung nach einer gemeinsamen Nationalsprache werden in dem Anstieg der überregionalen Kommunikation und Mobilisierung nach dem Beginn der Industrialisierung mit dem Einbruch der Westmächte in den Opiumkriegen erst Ende des 19. Jahrhunderts vermutet.
In der Ming-Dynastie und der Qing-Dynastie tauchte der Begriff Guanhua (官話,  guānhuà – „Sprache der Beamten, Mandarin“) für die allgemeine Standardsprache auf (aus heutiger Sicht „Alt-Mandarin“ 古官話,  Gǔ guānhuà oder „Früh-Mandarin“ 早期官話,  zǎoqí guānhuà genannt). Zu dieser Zeit wurde die Hauptstadt nach Peking verlagert, und deshalb gewannen die nördlichen chinesischen Sprachen an Prestige. Deshalb basiert die Guanhua auf den nördlichen Regionalsprachen.
Am Ende der Qing-Dynastie, mit einem Erstarken des Nationalbewusstseins nach der Demütigung durch die verlorenen Opiumkriege 1840 und 1856 und den verlorenen Krieg gegen Japan 1894, wurden Forderungen nach einer gemeinsamen Sprache für das Volk laut, die von allen Teilen der Bevölkerung gesprochen und im ganzen Land einheitlich sein sollte.
Einer der ersten Chinesen, die den Begriff Putonghua (zu Deutsch: „Allgemeinsprache“) prägten, war der Linguist Zhu Wenxiong im Jahre 1906. Die Idee einer gemeinsamen Nationalsprache wurden auch von Li Jinxi, Qu Qiubai und Lu Xun unterstützt und nahm konkrete Ausmaße 1913 nach dem Sturz der kaiserlichen Regierung in der von der Beiyang-Regierung abgehaltenen „Nationalen Konferenz zur Vereinheitlichung der Aussprache“ an, auf der der Aussprachestandard für eine einheitliche Nationalsprache detailliert festgelegt wurde.
Wegen eines Streits zwischen nördlichen und südlichen Linguisten entschied man sich zunächst demokratisch für die Pekinger Aussprache noch mit südlicher phonetischer Eigenart, aber 1924 wurde dann entschieden, dass die Pekinger Aussprache die Standardaussprache werden sollte.
Die Bezeichnung Guoyu (zu Deutsch: „Nationalsprache“) für eine Nationalsprache wurde ebenfalls am Ende der Qing-Dynastie eingeführt. Sie wurde von der Beiyang-Regierung und der Regierung der Guomindang verwendet, Taiwan verwendet diese Bezeichnung heute immer noch.
Nach der Gründung der Volksrepublik China wurde auf der „Nationalen Konferenz über Schriftreform“ 1955 weiter über die Verbreitung der chinesischen Allgemeinsprache gesprochen. Unter anderem wurde beschlossen, dass die Bezeichnung Guoyu aus Respekt vor den anderen in China lebenden nationalen Minderheiten vermieden und stattdessen die Bezeichnung Putonghua verwendet werden sollte.
Die Sprachenvielfalt wird insgesamt gefördert, es sollen keine Dialekte ausgemerzt werden. Die Standardsprache wurde aber in Verbindung mit der Hilfs-Lautumschrift Pinyin aus lateinischen Buchstaben auf die Tagesordnung der nationalen Pflichterziehung gehoben.
1982 wurde die Verbreitung der „national gebräuchlichen Allgemeinsprache“ durch den Staat in der chinesischen Verfassung festgesetzt, und die Standardsprache setzt sich damit in weiten Teilen Chinas mehr und mehr durch.
Auch die Binnenmigration trägt zur Verbreitung der Standardsprache bei. So ist zum Beispiel in der Sonderwirtschaftszone Shenzhen die Standardsprache dominant und die heimische kantonesische Sprache zurückgedrängt.

## Standardchinesisch und Peking-Dialekt
Es ist ein häufiges Missverständnis, dass Standarddialekt und der Peking-Dialekt das Gleiche seien. Es stimmt zwar, dass Standardaussprache und Grammatik der Unterrichtssprache Standardchinesisch auf dem Peking-Dialekt aufbauen, jedoch ist der Standarddialekt ein künstliches Idiom, ähnlich wie die deutsche Schriftsprache. In dem riesigen Gebiet von der Mandschurei im Nordosten Chinas bis nach Yunnan im Südwesten ist es die Muttersprache im weiteren Sinne, aber diese Muttersprachen weichen vom Standard-Chinesisch in Aussprache, Vokabular, Semantik und Grammatik mehr oder weniger stark ab.
Was den eigentlichen Peking-Dialekt angeht, so werden die retroflexen Anlaute (zh-, ch-, sh-, r-) konform zum Standardchinesisch ausgesprochen, aber es wird an die Silbe häufig ein er (兒 / 儿) angehängt, häufig als Diminutiv, oder einfach, um Nomina zu kennzeichnen. In anderen Regionen Chinas wird das nicht gemacht, weshalb der Peking-Dialekt als éryīn (兒音 / 儿音) bezeichnet wird. Daneben gibt es eine große Anzahl an Wörtern, die außerhalb Pekings nicht benutzt oder nicht verstanden werden. Darüber hinaus gibt es in Peking, wie auch in deutschen Großstädten, mehr als einen lokalen Akzent.
Mit Ausnahme dieser Beispiele entspricht die Pekinger Aussprache weitgehend der des Standard-Chinesischen. Man kann allgemein sagen, dass die Unterschiede in der Aussprache zunehmen, je weiter man sich von Peking entfernt. So haben die Einwohner der Stadt Tianjin, die nur 120 km südöstlich von Peking liegt, ebenfalls eine Aussprache, die dem Standardchinesischen entspricht.
Im Nordosten Chinas hingegen werden die j-Anlaute häufig zu g-Anlauten oder k-Anlauten; ebenso sprechen die Leute die r-Anlaute anders aus.
In den südlichen Teilen Chinas werden die retroflexen Anlaute des Standard-Dialekts nicht ausgesprochen. So wird zh- zu z-, ch- zu c-, sh- zu s- und r- klingt mehr wie z-, dies insbesondere bei Sprechern, deren Muttersprache Min (z. B. Taiwan, Fujian), Wu (z. B. Shanghai, Suzhou) oder Kantonesisch (z. B. Guangdong, Hongkong) ist. In anderen Gebieten wird nicht zwischen l und n unterschieden, während in wieder anderen Gegenden die ng-Auslaute wie n-Auslaute gesprochen werden.
Der Standard-Dialekt kennt den neutralen „leichten Ton“ für Silben, die zu kurz und unbetont ausgesprochen werden, um einen erkennbaren Ton zu haben. Besonders im Süden werden jedoch alle Silben mit ihren Tönen klar und differenziert ausgesprochen.

## Phonetik/Phonologie

### Konsonanten
Standard-Chinesisch (sowohl Putonghua als auch Guoyu) verwendet die folgenden Konsonanten (IPA nach Lee & Zee 2003, Pinyin in Klammern):
|               | bilabial | bilabial | labio- dental | labio- dental | dental/ alveolar | dental/ alveolar | postalveolar/retroflex | postalveolar/retroflex | alveopalatal/ palatal | alveopalatal/ palatal | velar  | velar  |
| nasp          | asp      | nasp     | asp           | nasp          | asp              | nasp             | asp                    | nasp                   | asp                   | nasp                  | asp    |        |
| Plosive       | p (b)    | pʰ (p)   |               |               | t (d)            | tʰ (t)           |                        |                        |                       |                       | k (g)  | kʰ (k) |
| Affrikate     |          |          |               |               | ts (z)           | tsʰ (c)          | tʂ (zh)                | tʂʰ (ch)               | tɕ (j)                | tɕʰ (q)               |        |        |
| Nasale        | m (m)    |          |               |               | n (n)            |                  |                        |                        |                       |                       | ŋ (ng) |        |
| Frikative     |          |          | f (f)         |               | s (s)            |                  | ʂ (sh)                 |                        | ɕ (x)                 |                       | x (h)  |        |
| Approximanten | w (w)    |          |               |               |                  |                  | ɹ̺ (r)                  |                        | j (y)                 |                       |        |        |
| Lateral       |          |          |               |               | l (l)            |                  |                        |                        |                       |                       |        |        |

- asp = aspiriert; nasp = nicht aspiriert
- postalveolar, genauer: apiko-postalveolar (<lat. apex „[Zungen-]Spitze“) = retroflex
- Die beiden Nasale /n/ und /ŋ/ sind die einzigen Konsonanten, die Silben schließen können (anders als im Kantonesischen und anderen chinesischen Sprachen).
- /ŋ/ kommt nicht als Silbenanlaut vor.
- Der in Pinyin als „r“ geschriebene Laut wird im Anlaut auch als /ʐ/, also das stimmhafte Pendant zu „sh“, angesehen.

### Vokale
Standard-Chinesisch hat 21 Vokale:
Monophthonge
/i, y, a, ə, u/
Der mittelhohe Vokal /ə/ erscheint je nach lautlicher Umgebung auch als [e], [o], [ɔ] oder [ɤ].
Diphthonge
ai, au, ou, uo, ei (nur in offener Silbe, also CV)

ye, ie, ia, ua (in offener und geschlossener Silbe, CV/CVN)

uə, iu (nur in geschlossener Silbe, also CVN)

(C: Konsonant, V: Vokal(e), N: Nasallaut)
Triphthonge
iau, uai, iou, uei (nur CV)
Eine Tabelle mit allen phonotaktischen Möglichkeiten findet sich in Artikel Pinyin.

### Töne

Die vier Töne des Standardchinesischen

Standardchinesisch ist, wie alle anderen chinesischen Sprachen auch, eine tonale Sprache. Eine Silbe kann einen der vier Töne oder auch gar keinen haben. Ein anderer Ton bedeutet dabei in der Regel einen anderen Sinn, aber eine Silbe kann jeweils nur einen Ton haben, unabhängig von der Gemütsverfassung des Sprechers oder der Stellung des Wortes im Satz; so ist eine ansteigende Tonhöhe nicht mit einer Frage und eine abfallende Tonhöhe nicht mit einer Aussage gleichzusetzen. Die verschiedenen Töne sind:
1. Erster Ton (hoher Ton):
Die Tonhöhe ist konstant und hoch. Beispiel: mā (Mutter).
2. Zweiter Ton (steigender Ton):
Die Tonhöhe steigt von der unteren bis mittleren in die hohe Tonlage, ähnlich der Intonation einer Frage im Deutschen. Beispiel: má (Hanf).
3. Dritter Ton (niedriger oder niedrig-fallend-steigender Ton):
Die Tonhöhe sinkt aus mittlerem Niveau nach unten und kann wieder in das mittlere Niveau ansteigen. Der Anstieg findet sich aber nur, wenn die tontragende Silbe am Satzende oder vor einer Pause steht, also z. B. auch bei einem isolierten Beispielwort, wie im Beispiel mǎ (Pferd). Ansonsten ist der dritte Ton ein insgesamt tiefer Ton.
4. Vierter Ton (fallender Ton):
Die Tonhöhe fällt scharf nach unten und die Silbe wird kürzer mit mehr Affekt ausgesprochen, vergleichbar mit der deutschen Betonung eines Befehls (z. B. „geh!“). Beispiel: mà (schimpfen).

Der leichte Ton, neutrale Ton, nullte Ton oder fünfte Ton (輕聲 / 轻声,  qīng shēng – „leichter Ton“) wird häufig extra behandelt: Er klingt kurz und leicht und wird deshalb häufig nicht als ein eigener Ton betrachtet. In den meisten nordchinesischen Dialekten gibt es mehrsilbige Wörter, bei denen die zweite Silbe weniger stark ausgesprochen wird als die erste; siehe oben. Im Pinyin wird dieser Ton durch einen Punkt oder gar nicht markiert. Beispiele: 媽媽 / 妈妈 māma = Mama und 爸爸 bàba = Papa.
Die Aussprachen der vier Töne mit der Silbe „ma“ zum Anhörenⓘ
Die Aussprache der Töne ändert sich nach den Regeln des Tonsandhi. Das häufigste Auftreten des Tonsandhi ist, wenn von zwei aufeinanderfolgenden Silben im dritten Ton die erste Silbe im zweiten Ton ausgesprochen wird. Folgen drei Silben im dritten Ton aufeinander, so liegt es an den regionalen Gewohnheiten und den persönlichen Präferenzen, ob die erste Silbe einen dritten oder zweiten Ton bekommt.
Mit einer Anzahl von unter 450 ist im Standardchinesischen die Silbenzahl ohne Berücksichtigung des Tons verhältnismäßig klein. Jede Silbe wird nach dem Muster (optionaler) Anlaut + Vokal + (optionaler) nasaler Auslaut gebildet. Nicht jede Silbe, die nach diesem Muster gebildet werden könnte, wird tatsächlich benutzt. So gibt es im Standardchinesisch kein -m im Auslaut (wohl aber in anderen „Dialekten“, z. B. im Hakka). Deshalb gibt es ohne Berücksichtigung des Tons nur einige hundert Silben – ein Inventar, das ohne die Töne wegen übermäßiger Homophonie nicht genügend Möglichkeiten zur Differenzierung der Morpheme und zur Wortbildung böte.

## Lehnwörter im Standardchinesischen

### Erscheinungsformen
Bei einer Entlehnung werden die Phoneme des Vorbildes durch Phoneme der entlehnenden Sprache ersetzt. Das Chinesische verfügt dabei im Prinzip über eine etwa ebenso große Anzahl an Phonemen wie beispielsweise das Englische. Charakteristisch ist jedoch zum Beispiel, dass Konsonantencluster aus anderen Sprachen bei der Entlehnung in das Chinesische aufgrund bestehender phonetischer Differenzen mit anderen Phonemfolgen ersetzt werden müssen; die betroffene Silbe muss im Chinesischen segmentiert werden. Will man die Lehnwörter im Chinesischen zusätzlich schriftlich fixieren, so werden dafür im Normalfall die Zeichen seiner eigenen Schrift verwendet. Da die chinesische Schrift eine Silben- bzw. Morphemschrift ist, können oft nicht einzelne Laute in der Schrift wiedergegeben werden, sondern nur Silben. Diese Art der Entlehnung aus zumeist europäischen Sprachen wird häufig als yinyi 音譯 / 音译 (Lautentlehnung) bezeichnet. Beispiele:
- 幽默 youmo < englisch humour
- 邏輯 / 逻辑 luoji < englisch logic

Eine weitere Besonderheit ist, dass bei Entlehnungen aus anderen asiatischen Sprachen wie dem Japanischen eine der superstraten Sprache differierende Aussprache bei konstanter Graphemik geschaffen wird, und zwar aufgrund des Vorhandenseins der japanischen Zeichen, die selbst auf einen chinesischen Ursprung zurückgehen (Kanji). Diese Schriftzeichen werden in das chinesische Zeichensystem integriert, aber nach chinesischer Lautung gesprochen. Diese Art der Entlehnung wird manchmal als xingyi 形譯 / 形译 (Formübertragung) bezeichnet. Die Besonderheit ist, dass diese Entlehnung über den schriftlichen, also visuellen, nicht über den auditiven Weg erfolgte. Beispiele:
- 手續 / 手续 shouxu < japanisch 手続き te-tsuzuki (Formalität)
- 場合 / 场合 changhe < japanisch 場合 baai (Sachlage, Umstände)
- 服務 / 服务 fuwu < japanisch 服務 fukumu (Dienst)

Gerade die japanischen Gelehrten der frühen Meiji-Zeit gaben zu, sich von konfuzianischem und buddhistischem Schriftentum aus China sowie Nachschlagewerken zur klassischen chinesischen Literatur inspirieren lassen und auf deren Basis japanische Wortprägungen erschaffen zu haben. So wurden also bestimmte Wörter zwischen Japan und China hin- und insbesondere nach dem verlorenen chinesisch-japanischen Krieg (1894/95) wieder in die andere Richtung entlehnt, so dass bei der Bestimmung der genauen Wortherkunft gründliche Recherche gefordert ist.
Da die chinesische Schrift aus Morphemen besteht, hat im Prinzip jede fixierte Silbe wiederum eine eigene Bedeutung. Wurde die phonetische Sequenz deshalb mit chinesischen Silben (=Morphemen) fixiert, so kann es sein, dass die Bedeutung dieser Sequenz sich nicht über die Übersetzung der einzelnen Morpheme erschließen lässt. Um ein Lehnwort in der chinesischen Sprache schneller als solches erkennen zu können, werden deshalb einerseits oft Grapheme benutzt, die sonst nur selten in der chinesischen Schrift auftreten. Es gibt im Chinesischen in diesem Zusammenhang auch phonetische Entlehnungen mit Schriftzeichenneubildung. Beispiele:
- 咖啡 kafei < englisch coffee
- 檸檬 / 柠檬 ningmeng < englisch lemon
- 乒乓 pingpang < englisch ping-pong

Schriftzeichenneubildungen findet man insbesondere auch bei der Bezeichnung chemischer Elemente. Man versucht in China aber andererseits infolge des Bedeutungsgehaltes der Morpheme entsprechende Grapheme zu finden, die auch mit der Bedeutung des Lehnwortes in Verbindung stehen. So entstehen auch so genannte Hybridbildungen (混合詞 / 混合词 hunheci), eine (oft auf zwei oder drei Silben reduzierte) Mischung aus Laut- und Bedeutungsübertragung, z. B.
- 維他命 / 维他命 weitaming (Vitamin, wörtl. „eines Anderen Leben erhaltend“)
- 可口可樂 / 可口可乐 kekoukele (Coca-Cola, wörtl. „durstlöschend und erfrischend“)
- 啤酒 pi-jiu (Bier, wörtl. „Bier-Alkohol“)
- 芭蕾舞 balei-wu (Ballett, wörtl. „Ballett-Tanz“)

Rein semantische Entlehnungen werden oben angedeuteter Klassifikation folgend als yiyi 意譯 / 意译 (Bedeutungsübertragung) bezeichnet. Beispiel:
- 熱狗 / 热狗 regou < englisch hotdog (wörtl. „heißer Hund“)

Oft existieren Lautübertragungen und Bedeutungsübertragungen bzw. Hybridbildung nebeneinander, z. B. bei 因特網 / 因特网 yintewang – wang=„Netz“ und 互聯網絡 / 互联网络 hulian wangluo – hulian=gegenseitig verbunden sein; wangluo=Netzgeflecht (beides steht für „Internet“).

### Historische Kategorisierung
In der Han-Dynastie war der Einfluss von Entlehnungen aus Mittelasien und den nördlichen Nomadenstämmen nachweisbar, wie
- 獅 / 狮,  shī (Löwe) < persisch sher/shir
- 葡萄 putao (Weintrauben) < protoiranisch bataka, budawa > literarisch persisch bada, bade (Wein)
- 胭脂 yanzhi (Rouge, rote Schminke) < ? (entlehnt vom Volk der Xiongnu)

Von der Han- bis zur Tang-Dynastie schlug sich der Einfluss des Buddhismus in mannigfaltigen Entlehnungen aus dem Sanskrit nieder. Beispiel:
- 玻璃 boli (Glas) < sanskrit sphatika (Bergkristall)
- 蘋果 / 苹果 pingguo (Apfel) < pinpoluo < sanskrit bimba(ra)
- 佛陀 fotuo (Buddha) < sanskrit Buddha (der Erleuchtete)
- 刹那 chana (Augenblick) < sanskrit ksana

Aus der Yuan-Dynastie sind einige wenige mongolische Lehnwörter erhalten:
- 衚衕 / 胡同 hutong (Gasse) < mongolisch gudum (Brunnen)
- 蘑菇 mogu (Pilz) < mongolisch moku
- 俄羅斯 / 俄罗斯 eluosi (russisch) < mongolisch oros

Ende der Ming- bis zur mittleren Qing-Dynastie tauchten die ersten christlichen Missionare in China auf. Es wurden Begriffe der abendländischen Wissenschaften, der christlichen Terminologie und politisch-diplomatische Begriffe aus den europäischen Sprachen entlehnt, wie
- 幾何 / 几何 jihe (Geometrie) < italienisch geometria
- 彌撒 / 弥撒 misa (Messe) < spätlateinisch missa
- 伯理璽天德 / 伯理玺天德[11] bolixitiande (President) < englisch president

Mitte des 19. Jahrhunderts bis Anfang des 20. Jahrhunderts dominiert durch die verlorenen Opiumkriege der Einfluss des Englischen, durch die Niederlage im Chinesisch-Japanischen Krieg 1894/95 bis zu den 1930er Jahren auch der Einfluss des Japanischen. Typische Beispiele aus dieser Epoche sind:
- 密司特 misite < englisch mister
- 古的拜 gudebai < englisch good-bye
- 苦力 kuli < englisch coolie/cooly < hindi Kuli (Volksstamm in Gujarat, dessen Angehörige als Fremdarbeiter dienten)
- 德謨克拉西 / 德谟克拉西,  démókèlāxī < englisch democracy
- 德律鳳 / 德律凤,  délǜfèng < englisch telephone
- 工業 / 工业,  gōngyè (Industrie)< japanisch kogyo
- 文化,  wénhuà (Kultur) < japanisch bunka

Die englischen und anderen europäischen Entlehnungen kamen in der Mehrzahl bald wieder aus der Mode, es wurden stattdessen später die schriftlichen Entlehnungen aus dem Japanischen wieder verwendet wie Demokratie = 民主,  mínzhǔ, Telefon = 電話 / 电话,  dìanhuà.
Die Entlehnungen aus dem Englischen in die chinesische Standardsprache geschahen teilweise über den Umweg über Hongkong, wo sie während der Kolonialzeit entstanden:
- chocolate (Schokolade) > kantonesisch 朱古力 – zyugulik > chinesisch qiaokeli 巧克力
- tip (Tipp / Hinweis) > kantonesisch 貼士 / 贴士 – tipsi > chinesisch tieshi 貼士 / 贴士

Gerade bei Betrachtung der modernen chinesischen Standardsprache darf der Einfluss über den Umweg der chinesischen Regionalsprachen, wie Peking, Guangzhou (Kanton) und Shanghai, zum Beispiel über Fernsehserien, nicht vernachlässigt werden. Dabei sollen die Entlehnung des Englischen über den Umweg des Kantonesischen zwar zahlreich, jedoch nur regional einflussreich sein. Die Entlehnungen über den Shanghai-Dialekt sollen sich in der Standardsprache stärker ausprägen. Zum Beispiel sieht man den dominanten Einfluss des Shanghai-Dialekts bei der Entlehnung an der Aussprache von
- 沙發 / 沙发 shafa < Shanghai-Dialekt sa-fa < englisch sofa, Aussprache eigentlich [ˈsəʊfə] (britisch) bzw. [ˈsoʊfə] (amerikanisch)

Weitere Beispiele für Entlehnungen über den Umweg der Regionalsprachen:
- 小蜜 xiaomi hübsches Mädchen (Peking-Dialekt)
- 大腕 dawan einflussreiche Person, v. a. in der Unterhaltungsbranche (Peking-Dialekt)
- 減肥 / 减肥 jianfei abnehmen, schlank werden (Guangzhou/Kanton)
- 炒魷魚 / 炒鱿鱼 chao youyu jm. kündigen, jn. entlassen (Guangzhou/Kanton)
- 發燒友 / 发烧友 fashaoyou Fan, Anhänger eines Hobbys (Guangzhou/Kanton)
- 搭脈 / 搭脉 damai Macht, etw. über jemanden herauszufinden (Shanghai)
- 搖張 / 摇张 yaozhang durch etw. viel Geld verdienen (Shanghai)

Eine weitere Besonderheit sind Entlehnungen, bei denen auch graphemische Elemente wie lateinische Buchstaben Einzug in das Chinesische gehalten haben. Bei Lehnwörtern aus der englischen Sprache werden in diesem Falle aus den Anfangsbuchstaben des englischen Wortes Akronyme gebildet:
- ATM-機 / ATM-机 (ATM-ji) = Geldautomat
- T-恤 (T-xu) = T-Shirt
- X-光 (X-Guang) = Röntgenstrahlen

## Umschriftsysteme
Seit Reisende aus dem Westen nach China kommen und versuchen, Chinesisch zu lernen, bestand der Bedarf nach einem phonetischen Umschriftsystem (Romanisierungssystem, Transkription), um die Aussprache der chinesischen Zeichen niederzuschreiben. Mehrere solche Systeme sind seitdem entstanden. Das erste, das eine weite Verbreitung fand, war das nach ihren Erfindern benannte Wade-Giles-System im 19. Jahrhundert. Dieses System wird bis heute benutzt, jedoch nicht in der Volksrepublik China. Man kann es in alten (oder englischsprachigen) Lehrbüchern und Geschichtsbüchern finden.
Im 20. Jahrhundert wurden von Seiten der Sprachwissenschaftler verschiedene Umschriftsysteme eingeführt. Das erfolgreichste dieser Systeme war das Hànyǔ Pīnyīn, das 1958 von der Volksrepublik China als offizielles Umschriftsystem für die chinesische Sprache anerkannt wurde. Später entschlossen sich auch die Vereinten Nationen und andere internationale Organisationen, Pīnyīn zu übernehmen. In den 1950er Jahren, als der Kampf gegen das Analphabetentum geführt wurde, gab es sogar Überlegungen, die chinesischen Zeichen zugunsten von Pīnyīn abzuschaffen. Dies wurde jedoch aus verschiedenen Gründen wieder verworfen, etwa wegen der hohen Anzahl von Homonymen im Chinesischen und der Tatsache, dass die chinesische Schrift für alle „Dialekte“ praktisch gleich ist, während ein Alphabet die großen sprachlichen Unterschiede sicht- und spürbar machten und möglicherweise ein Problem für die Einheit des Staates darstellte.
In Taiwan wird eine Reihe von verschiedenen Umschriftssystemen benutzt. Die Regierung der Republik China beschloss 2002 die Verwendung von Tongyong Pinyin und wechselte 2009 zu Hànyǔ Pīnyīn, jedoch dürfen die lokalen Regierungen auch andere Umschriften benutzen. In Schulen wird die Aussprache mit Hilfe von Zhùyīn gelehrt. Bestrebungen, Zhùyīn zugunsten von Pīnyīn abzuschaffen, sind nicht sehr weit gediehen.

## Politische Diskussionen
Zum Missfallen vieler Chinesen, deren Muttersprache nicht Standardchinesisch bzw. der nördliche Dialekt ist, hat die vorherrschende Rolle des Standardchinesischen dazu geführt, dass außerhalb Chinas das Standardchinesische als einzige chinesische Sprache angesehen wird. Obwohl sowohl die Volksrepublik China als auch Taiwan einen standardisierten Pekinger Dialekt zur Amtssprache erklärt haben und sich für die landesweite Verbreitung einsetzen, gibt es Bestrebungen, die örtlichen Sprachen und Dialekte zu erhalten. Das Standardchinesische ist auch weit davon entfernt, diese zu ersetzen, denn besonders im Süden der Volksrepublik und auf Taiwan werden nach wie vor die dort heimischen Sprachen im täglichen Leben verwendet. Jene, die nur Standardchinesisch sprechen, sind in diesen Gegenden sozial benachteiligt, denn viele Menschen sprechen dort nur sehr schlecht oder gar kein Standardchinesisch; dies trifft vor allem auf alte Leute zu, die jüngeren haben die Standardsprache meist in der Schule gelernt.
In den Regionen der Volksrepublik China, wo mehrheitlich Han-Chinesen leben, ist die Koexistenz zwischen Standardchinesisch und den anderen Sprachen und Dialekten im Allgemeinen problemlos. Standardchinesisch wird als gemeinsame Arbeits- und Kommunikationssprache gefördert, gleichzeitig ist die Führung der Volksrepublik China vorsichtig, was den Status der anderen Sprachen angeht, und will deren Benutzung nicht einschränken. Standardchinesisch wird deshalb vor allem aus praktischen Gründen gelernt und gesprochen, weil es häufig die einzige Möglichkeit der Verständigung zwischen Leuten aus verschiedenen Regionen darstellt. Zuweilen kommt es schließlich sogar vor, dass zwei chinesische Sprachen aus sehr nah beieinander gelegenen Gebieten für die Sprecher der jeweils anderen Sprache nicht verständlich sind.
In der Republik China (Taiwan) ist die Beziehung zwischen Standardchinesisch und den lokalen Sprachen und Dialekten, speziell dem Taiwanischen, bedeutend komplizierter. Nur eine Minderheit der Taiwaner spricht einen nördlichen Dialekt als Muttersprache, selbst unter den nach der Gründung der Volksrepublik nach Taiwan geflohenen Chinesen: Diese sprechen vor allem den Min-Dialekt. Dazu gibt es eine ganze Reihe einheimischer Sprachen und Dialekte. Bis in die 1980er Jahre versuchte die Regierung, die Nutzung des Taiwanischen zu beschränken und gab ihm ein Image des Primitiveren. Das Standardchinesische wurde gefördert, um den Anspruch, der rechtmäßige Nachfolger der 1911 gegründeten Republik China zu sein, aufrechtzuerhalten. Dies hat sich in den 1990er Jahren stark geändert, was sich unter anderem in der vermehrten Benutzung des Taiwanischen in Film, Funk und Fernsehen niederschlägt. Extreme Befürworter der Unabhängigkeit Taiwans lehnen das Standardchinesische zugunsten der taiwanischen Sprache ab, so dass die Verwendung des Taiwanischen zunehmend auch eine Frage der politischen Gesinnung ist. Der Grad ihrer Benutzung ist regional unterschiedlich, es ist ein deutliches Nord-Süd-Gefälle auszumachen mit Norden (Taipeh) als Standardchinesisch- und Süden (Kaohsiung) als Taiwanisch-Hochburg. Bemühungen, Standardchinesisch als Amtssprache durch Taiwanisch oder einen mehrsprachigen Standard abzulösen, haben bisher aber noch keine Fortschritte gezeigt.

## Didaktik des Standardchinesischen
Seit den 1990er Jahren haben sich auch in China beträchtliche Wandlungen im Sprachunterricht für das Chinesische vollzogen. Die früher gängige Methodik, in drei aufeinander folgenden Phasen chinesisch sprechen und schreiben zu vermitteln, nämlich zuerst die Schriftzeichen lehren, anschließend Lesen üben, dann Aufsätze schreiben, wurde durch neuere Ansätze reformiert, in denen im Unterricht primär das Sprechen in der Standardsprache und die Durchführung speziellen mündlichen Trainings in den Grundschulen betont wird.
Dies wird vor allem damit begründet, dass im Alltag das Sprechen und das Hörverständnis am wichtigsten sei, fast jeder Mensch könne sprechen und zuhören, aber nicht unbedingt lesen und schreiben. Auch in den Sprachkursen für Europäer geht die Tendenz dahin, stärkeres Gewicht auf die mündlichen Fähigkeiten zu legen, man beginnt mit dem Zuhören und mit dem Imitieren einfacher chinesischer Sätze und führt einfache Dialoge durch.
Das mündliche Training wird in der Volksrepublik China und in nicht-chinesischen Sprachkursen durch das Erlernen der Umschrift Hanyu Pinyin unterstützt. In China wurde diesbezüglich unter der Parole Zhuyin shi zi, tiqian du xie (注音识字，提前读写, zu Deutsch: „Mit der Lautschrift die Schriftzeichen lernen und damit früher lesen und schreiben lernen“) der Sprachunterricht in Chinas Grundschulen vorangetrieben. Die Parole steht für den 1982 mit Heilongjiang an der Spitze startenden Reformversuch im Unterricht des Standardchinesischen in Grundschulen. Wenn die Kinder fließend die Standardsprache sprechen können, dann können sie diese auch schnell und einfach mit der Umschrift aus lateinischen Buchstaben fixieren. Dabei wird der Wortschatz nicht durch eine etwa zu geringe Menge an gelernten chinesischen Schriftzeichen in Schranken gehalten.
Beim Leseunterricht werden dann die chinesischen Schriftzeichen nach und nach in den Lese- und Schreibprozess miteinbezogen. Erst wenn die sprachlichen Fähigkeiten sich voll entfaltet haben, wird das Lesen größerer Mengen an Schriftzeichen und das Verfassen von Aufsätzen geübt.
Das frühe Erlernen des Hanyu Pinyin hat weiter den Vorteil, dass man die chinesischsprachige Eingabe am Computer später leicht bewältigen kann.

## Chinesisch als Fremdsprache
Weltweit lernen derzeit etwa 40 Millionen Menschen (Standard-)Chinesisch als Fremdsprache. China unterstützt das Erlernen des Chinesischen mit den Konfuzius-Instituten, von denen es insgesamt 322 in 96 Ländern und Regionen gibt (Stand Dez. 2010). Die Zahl der Chinesisch-Lerner nimmt rasch zu, 2005 wurde noch von 30 Millionen gesprochen.
Mit Dong bu dong? (懂不懂?) erschien 2008 das erste deutschsprachige Schulbuch für Standardchinesisch, das für die Sekundarstufe ausgelegt ist.

### Allgemein
- Christian Lehmann: Chinesisch
- Fachverband Chinesisch e. V.
- XuexiZhongwen.de (Nicht-kommerzielle Seite zum Chinesischlernen für Deutsche)
- Growing up with Chinese, Online-Videokurs in 100 Lektionen (englisch) vom chinesischen Fernsehen CCTV

### Wörterbücher
- DeHanCi: «德汉词» chinesisch–deutsches, deutsch–chinesisches Wort- und Satzlexikon
- HanDeDict 漢德詞典 chinesisch–deutsches, deutsch–chinesisches Wörterbuch (Projekt eingestellt – Datenbank in HanDeDict@Zydeo überführt und fortgesetzt)
- HanDeDict@Zydeo 汉德词典 chinesisch–deutsches, deutsch–chinesisches Wörterbuch mit handschriftlicher Schriftzeicheneingabe
- Leo-Wörterbuch chinesisch-deutsch, deutsch–chinesisch
- Indexbasiertes Wörterbuch Chinesisch–Deutsch (mit Strichreihenfolgen und Beispielsätzen)
- Zhongwen.com (Chinesisch–Englisch)
- Tasty Mantou Chinese (Chinesisch–Deutsch, Deutsch–Chinesisch)

## Fußnote
1. ↑  Der Fachbegriff Mandarin ist üblicherweise ein Oberbegriff für die nordchinesische Sprachgruppe, welche neben dem standardisierten Hochchinesisch weitere Varianten und Dialekte der nordchinesische Sprachen beinhaltet. Die heutige ungenaue umgangssprachliche Nutzung des Begriffs Mandarin meint hingegen oft allein das standardisierte Hochchinesisch und ist auf dem Einfluss des Englischen im Deutschen (Anglizismus) zurückzuführen.